# GLOBALG.A.P
GLOBALG.A.P antiga EurepGAP é um programa de certificação agrícola, que transforma os requisitos do consumidor em exigências de boas práticas agrícolas. GlobalG.A.P é um padrão comum para a prática de gerenciamento agrícola criado no final da década de 1990 por várias cadeias de supermercados europeias e seus principais fornecedores. GAP é um acrônimo para Boas Práticas Agrícolas (Good Agricultural Practices). Atualmente é o esquema de certificação agrícola mais usado no mundo. A maioria dos clientes Europeus de produtos agrícolas exigem evidências da certificação GlobalG.A.P como um pré-requisito para fazer negócios. O Termo EurepGAP foi substituído por GlobalG.A.P em 2007.
O modelo foi desenvolvido usando as diretrizes de Análise de Perigos e Pontos Críticos de Controle (HACCP) publicadas pela Organização das Nações Unidas para Alimentação e Agricultura e é regido de acordo com o manual ISO 65 para esquemas de certificação.  Ao contrário de outros esquemas de certificação de agrícola, tem regras definitivas para os produtores seguirem, e cada unidade de produção é avaliada por auditores independentes terceirizados. Esses auditores trabalham para empresas de certificação comercial que são licenciadas pela GlobalG.A.P para conduzir as auditorias e conceder certificados.
Como supracitado em setembro de 2007, a EurepGAP mudou seu nome para GLOBALG.A.P. A decisão foi tomada para refletir seu crescente papel internacional no estabelecimento de Boas Práticas agrícolas entre vários varejistas e seus fornecedores. Uma série de padrões pode ser acessada online.
Em fevereiro de 2009, GLOBALG.A.P lançou o 'ChinaGAP' após a conclusão bem-sucedida da avaliação do ChinaGAP em relação ao GLOBALG.A.P Código de referência de Boas Práticas Agrícolas.
- Ministério da Agricultura do Brasil